# Субарту
Субарту або Субар — країна, що згадується в аккадських та ассирійських текстах. Розташовувалась на річці Тигр, на північ від Вавилонії.

## Згадки
В шумерському епосі Енмеркар і повелитель Аратти наведений перелік країн, де «змішані мови» — до їх числа входять Субарту, Хамазі, Шумер, Урі-кі (Аккад) і Марту (країна амореїв). Аналогічно, у найбільш ранніх згадках «чотирьох кварталів» навколо Аккада згадується Субарту, поряд із Марту, Еламом і Шумером. Субарту згадується як провінція імперії Лугальаннемунду.
Пізніше Саргон вів війну проти Субару. Нарам-Суен згадував Субар поряд із Арманумом у переліку земель, що перебували під його владою.
Субарту згадується у клинописах царя Шульгі як північна грізна країна. При цьому з даних, що збереглись, зрозуміло, що у сутичках з Субарту Ур так і не досягнув вагомих успіхів. Субарту разом з Арманумом в одному зі своїх клинописів згадував ассирійський цар Саргон I як країни, з якими він воював.
Субарту також згадував і Хаммурапі. З текстів останнього ясно, що Субарту підтримував його ворогів, але зрештою зазнав поразки та був змушений відступити. Також Субарту згадується у «Поемі про Ерру» поряд з іншими країнами, що дошкуляли Вавилонському царству.
В хеттських джерелах відомості про Субарту є вкрай поверхневими та заплутаними, утім, імовірно, що «Аззі» (Алзі) з хеттських джерел, що відповідає географічній території Субарту, належить саме до тієї країни.
Наприкінці XIV століття до н. е. Субарту знову з'явився в ассирійських хроніках. Так, Адад-нірарі I поданий як винищувач війська, у тому числі й субарійців, а Тукульті-Нінурта I у своїх титулах йменується, у том числі, і як цар субарійців. Також відомо, що Тіглатпаласар I близько 1114 року до н. е. здійснив похід проти Субарту та номінально домігся його підкорення. Походи на північ довелось вести ще кілька разів.
Наприкінці IX століття до н. е. Субарту потрапив під владу Урарту й залишався у такому положенні до першої чверті VII століття до н. е., незважаючи на низку запеклих повстань.

## Припущення щодо місцезнаходження
На думку більшості істориків Субарту — рання назва власне Ассирії на Тигрі. Натомість, відповідно до низки інших теорій Субарту міг розташовуватись дещо далі на схід, на північ або на захід. Деякі джерела повідомляють, що Субарту — ймовірно, область у середній і верхній течії Тигра та його приток. У тій країні за Саргона I могли проживати носії «бананової» мови, а також хурріти, яких аккадці називали субареями.